# Nils-Joel Englund
Nils-Joel Englund (ur. 7 kwietnia 1907 w Vittjärv, zm. 22 czerwca 1995 w Tierp) – szwedzki biegacz narciarski, brązowy medalista olimpijski oraz sześciokrotny medalista mistrzostw świata.

## Kariera
Igrzyska w Garmisch-Partenkirchen w 1936 roku był pierwszymi i zarazem ostatnimi igrzyskami w jego karierze. Wywalczył tam brązowy medal w biegu na 50 km stylem klasycznym, ulegając jedynie dwóm rodakom: zwycięzcy Elisowi Wiklundowi oraz drugiemu na mecie Axelowi Wikströmowi. Był to jego jedyny start na tych igrzyskach.
W 1933 roku wystartował na mistrzostwach świata w Innsbrucku. Wspólnie z Perem-Erikiem Hedlundem, Svenem Utterströmem i Hjalmarem Bergströmem zdobył złoty medal w sztafecie 4 × 10 km. Ponadto indywidualnie okazał się najlepszy w biegu na 18 km techniką klasyczną. Rok później, podczas mistrzostw świata w Sollefteå wywalczył srebrny medal w biegu na 50 km stylem klasycznym, ulegając jedynie Elisowi Wiklundowi. Na tych samych mistrzostwach wraz z Allanem Karlssonem, Larsem Jonssonem i Arthurem Häggbladem zdobył srebrny medal w sztafecie. Startował także na mistrzostwach świata w Wysokich Tatrach, gdzie zdobył złoty medal w biegu na 50 km stylem klasycznym. Co więcej razem z Halvarem Moritzem, Martinem Matsbo i Erikiem Larssonem wywalczył kolejny brązowy medal w sztafecie.

## Osiągnięcia

### Igrzyska olimpijskie
| Miejsce | Dzień     | Rok  | Miejscowość            | Konkurencja             | Wynik   | Strata | Zwycięzca    |
| ------- | --------- | ---- | ---------------------- | ----------------------- | ------- | ------ | ------------ |
| 3.      | 15 lutego | 1936 | Garmisch-Partenkirchen | 50 km stylem klasycznym | 3:30:11 | +3:59  | Elis Wiklund |

### Mistrzostwa świata
| Miejsce | Dzień     | Rok  | Miejscowość   | Konkurencja             | Czas biegu | Strata | Zwycięzca       |
| ------- | --------- | ---- | ------------- | ----------------------- | ---------- | ------ | --------------- |
| 1.      | 10 lutego | 1933 | Innsbruck     | 18 km stylem klasycznym | 1:02:11    | -      | -               |
| 7.      | 12 lutego | 1933 | Innsbruck     | 50 km stylem klasycznym | 4:13:49    | +14:45 | Elis Wiklund    |
| 1.      | 12 lutego | 1933 | Innsbruck     | Sztafeta 4 × 10 km      | 2:49:00    | -      | -               |
| 9.      | 22 lutego | 1934 | Sollefteå     | 18 km stylem klasycznym | 1:04:29    | +2:29  | Sulo Nurmela    |
| 2.      | 24 lutego | 1934 | Sollefteå     | 50 km stylem klasycznym | 4:06:43    | +0:58  | Elis Wiklund    |
| 3.      | 25 lutego | 1934 | Sollefteå     | Sztafeta 4 × 10 km      | 2:40:28    | +12:39 | Finlandia       |
| 10.     | 15 lutego | 1935 | Wysokie Tatry | 18 km stylem klasycznym | 1:27:50    | +7:34  | Klaes Karppinen |
| 1.      | 17 lutego | 1935 | Wysokie Tatry | 50 km stylem klasycznym | 4:14:23    | -      | -               |
| 3.      | 18 lutego | 1935 | Wysokie Tatry | Sztafeta 4 × 10 km      | 2:42:30    | +4:23  | Finlandia       |
| 12.     | 27 lutego | 1938 | Lahti         | 50 km stylem klasycznym | 4:06:09    | +18:12 | Kalle Jalkanen  |